# Каліберда Сергій Володимирович
Каліберда Сергій Володимирович — майор Національної гвардії України, учасник російсько-української війни, що відзначився під час російського вторгнення в Україну в 2022 році. Повний кавалер ордена «За мужність».

## Життєпис
Під час Російського вторгнення в Україну у 2022 році у складі Окремого загону спеціального призначення НГУ «Азов» брав участь в обороні Маріуполя, командував першою групою розвідки . Звільнений з полону разом з іншими оборонцями Маріуполя у ніч проти 22 вересня 2022 року у рамках обміну військовополоненими .
Після повернення з полону та реабілітації повернувся на службу, брав участь в формуванні бригади, командир третього батальйону бригади «Азов» .

## Родина
- Його син також військовослужбовець
- Його дружина бере участь у всіх акціях про полонених Азовсталі
- Дочка навчається в академії мистецтв

## Нагороди
- орден «За мужність» I ступеня (2022) — За особисту мужність і самовіддані дії, виявлені у захисті державного суверенітету та територіальної цілісності України, вірність військовій присязі .
- орден «За мужність» II ступеня (2022) — За особисту мужність і самовіддані дії, виявлені у захисті державного суверенітету та територіальної цілісності України, вірність військовій присязі, зразкове виконання службового обов’язку.
- орден «За мужність» III ступеня (2019) — За особистий вагомий внесок у зміцнення обороноздатності Української держави, мужність, виявлену під час бойових дій, зразкове виконання службових обов'язків та високий професіоналізм.